# Herviella exigua
Herviella exigua is een slakkensoort uit de familie van de Facelinidae. De wetenschappelijke naam van de soort is voor het eerst geldig gepubliceerd in 1928 door Risbec.